# NSU Motorenwerke
НСУ је немачки прозвођач бицикала, мотоцикала, скутера и аутомобила, основана 1873. године. Компанију су основали Кристијан Шмит и Хаинрих Штол, са седиштем у Ридлингену, а касније 1880. године пресељено у Некарсулм. Фолксваген преузима 1969. године НСУ, и спаја је са компаниом Ауто унион формирајући Audi NSU Auto Union AG, касније Ауди. Име НСУ настало је као скраћеница од имена града Некарсулм у коме се налазио НСУ.

## Историја

### Порекло
НСУ је настао као "Mechanische Werkstätte zur Herstellung von Strickmaschinen", произвођач машина за плетење основана 1873. од стране Кристијан Шмита, технички проницљивог предузетника, у граду Ридлингену на Дунаву. Премештање пословног седишта 1880. у Некарсулм, уследило је након периода брзог раста и 1886. године, компанија је почела да производи бицикле, прва од њих је тркачка бицикла високе класе позната у Немачкој као 'Penny-farthing' брендиране као "Germania". До 1892. године, производњу бицикала је потпуно заменила производњу машина за плетење. Отприлике у ово време, име НСУ је постала озбиљан бренд.
Први НСУ мотоцикл појавио се 1901. године, а први НСУ аутомобил 1905. година.
Под притиском своје банке (Дрезднер Банк) 1932. године, НСУ је признала неуспех својих покушају да драстично повећа обим производње аутомобила, те је њихова недавно изграђена фабрика аутомобила у Хајлброну продата Фијату, који је користио фабрику за склапање Фијатових модела за немачко тржиште. Од 1957. године НСУ-Фијат аутомобили преузео бренд Некар.
Током Другог светског рата НСУ је произвела Кетенкрад, НСУ ХК 101, мотоцикл на гусеницама, са мотором од Опел Олимпије. Они су такође направили 251 ОСЛ мотоцикл током рата.

### Након Другог светског рата
У децембру 1946. године часопис "Ауто" објављује да је компанија наставила производњу бицикала и моторних бицикала у Некарсулму. За Немачку, то је било време нових почетака. У јулу 1946. године, почиње нова ера у НСУ-у, на чело за генералног директора долази Валтер Егон Нич, који је раније провео 17 година у Опелу.
НСУ рестартује своју производњу мотоцикала, која је за време рата потпуно уништена, са предратним производима попут Квик, ОСЛ и конзул мотоциклима. Штавише, наставио је производњу и продају модела ХК 101 као возило за све терена у цивилној верзији. Први послератни модел је НСУ Фокс из 1949. године, доступан у 2-цилиндричној и 4-цилиндричној верзији, а затим 1953. године, представио је свој нови модел НСУ Макс, са мотором од 250 cm³. Сви ови нови модели су били знатно иновативни, те им је то омогућило да у 1955. године постану највећи произвођач мотоцикала на свету. НСУ је такође држао четири светска рекорда за брзину: 1951, 1953, 1954, и 1955. године. У августу 1956. године, Вилхелм Херц на исушеном сланом језеру Бонвил у Јути, постао је први човек који вози мотор брже од 200 mi (320 km) на сат (322 km/h).
НСУ поново улази на тржиште аутомобил 1957. године, са новим Принцом, малом аутомобилом са двоструким НСУ макс мотором, ваздушним хлађењем, двоцилиндричним мотор од 600 cm³ и 20 КС (15 kW). Производња мотоцикла се наставила све до 1968. године.
Године 1964. НСУ је понудио први на свету бензински Ванкелов мотор уграђен прво у модел Ванкелспајдер. У даљем развоју пројекта, НСУ представља Спорт Принц, са 129 КС (96 kW) 995 cm³ и 2-ротор. Исте године представља модел Принц 1000 и деривате попут ТТ и ТТ/С, а тип 110 (касније назван 1200СЦ) је покренут 1965. године као породични аутомобил са више простора. Аутомобил је на тржишту Велике Британије, постигао велики успех.
Модел НСУ Ро 80 1967. године је представљен јавности, са четири врата, са 115 КС (86 kW) верзија исто са 2 ротора,. Са тежином од 1.200 kg, имао је диск кочнице, независно огибљење, и погоном на предње точкове са тробрзинским мењачем. Овај модел убрзо добио неколико награда за дизајн и постао је ауто године 1967. У то време скоро сви велики произвођачи мотора за аутомобиле, купили су лиценцу од НСУ-а за развој и производњу ротационих мотора, са изузетком БМВа.
Упркос свом јавном признања, продаја модела НСУ Ро 80 била је разочаравајућа због великог броја рекламација на мотор за бројне пропусте чак и код малог броја пређених километара. Сви произвођачи аутомобила, осим Мазде, прекинуо је развој и производњу мотора са Ванкел технологијом, па су и предвиђени приходи од лиценци, изостали.

### Преузимање од странеФолксвагенгрупе
Развој ротациони мотор је био врло скупи за малу компанију као што је НСУ, а и пољуљан углед међу потрошачима, доводи да 1969. године, компанију преузима Фолксваген Група Идентификација], која спаја НСУ са Ауто унионом, који је био у власништву Ауди. Нова компанија се звала "Audi NSU Auto Union AG" и представља ефикасни крај НСУ бренда. Сви будућу производи носили су Ауди значку (задржава четири круга који се преклапају са Ауто унион лога). Управљање новом компанијом је првобитно било из Некарсулма, међутим, када су мали НСУ модели (Принц 4, 1000, 1200) укинути 1973. године, НСУ РО 80 је био последњи аутомобил који је још увек у производњи носио НСУ значку. Ауди никада се више није именом НСУ после априла 1977. године, када је продат последњи НСУ Ро 80. У 1985. години, назив фирме је скраћен на Ауди АГ и управљање је враћено у Ауди с седиштем у Инголштату.
Још у време када се производио Ро 80, у фабрици у Некарсулму, покренута је производња већих Ауди модела као што су 100 и 200. Порше 924, а касније Порше 944 склапани су исто у Некарсулму. Ови модели су заједнички пројекат Поршеа и Фолксвагена, али Порше није имао унутрашње капацитете за производњу 924 и 944. Данас, у Некарсулму је постројење за производњу Ауди топ модела као што су А6, А8 и Р8. То је такође и центар за развој Аудјевих лаких алуминијумских оуто конструкција.
НСУ је првенствено је упамћен и данас као први и један од само три аутомобилске компаније који је развио, а затим производио и продавао аутомобиле са обртним Ванкеловим мотором. НСУ је измислио принцип модерног Ванкел мотора са унутрашњим ротором. НСУ Ро 80 било друго масовно произведено возило са 2-ротор Ванкел-мотора након Мазде космо. Године 1967. НСУ и Ситроен оснивају заједничку компанију, Комотор, са намером да производе Ванкел моторе како за Ситроен тако и за друге произвођаче аутомобила. Нортон је за своју производњу мотоцикала користио Ванкел мотор. Само Мазда је наставила развој Ванкел мотора и произвела још неколико модела аутомобила са Ванкел мотором. НСУ је развио свој последњи модел аутомобил НСУ К 70 са признатим конвенционалним мотором, (мотор напред, предња вуча и хлађење водом), који је Фолксваген усвоио као њихов нови аутомобил Фолксваген К 70, а касније је НСУ мотор коришћен у Голф аутомобилима.

### Мотер за косилицу за траву
У раним 1970-им, НСУ је произвео мали мотор са вертикалном радилицом који се коришћен у косилицама за траву.

### НСУ музеј
У Некарсулму је основан НСУ музеј са великим бројем НСУ производа у својој поставци.

### Развој НСУ-а[15][16]
| Година | Оригинални назив фирме                                                                                         | Број радника | Производња | Производња | Производња | Обрт (мил. марка/рајх марка) | Корпоративни лого |
| Година | Оригинални назив фирме                                                                                         | Број радника | Бицикли    | Мотоцикли  | Аутомобили | Обрт (мил. марка/рајх марка) | Корпоративни лого |
| 1873   | Mechanische Werkstätte zur Herstellung von Strickmaschinen, Riedlingen (1873–1880) bzw. Neckarsulm (1880–1884) | 9            |            |            |            |                              | –                 |
| 1889   | Neckarsulmer Strickmaschinenfabrik AG (1884–1897)                                                              | 60           | 200        |            |            |                              | –                 |
| 1902   | Neckarsulmer Fahrradwerke Aktiengesellschaft (1897–1913)                                                       | 578 (1903)   | 5348       | 474        |            | 1,74                         |                   |
| 1905   | Neckarsulmer Fahrradwerke Aktiengesellschaft (1897–1913)                                                       | 786          | 7000       | 2228       | 20 (1906)  | 3,18                         |                   |
| 1910   | Neckarsulmer Fahrradwerke Aktiengesellschaft (1897–1913)                                                       | 1000         | 13.000     | 2500       |            | 4,87                         |                   |
| 1914   | Neckarsulmer Fahrzeugwerke Aktiengesellschaft (1913–1927)                                                      | 1200         | 27.000     | 3600       | 900        | 8,20                         |                   |
| 1918   | Neckarsulmer Fahrzeugwerke Aktiengesellschaft (1913–1927)                                                      | 1600         | 1764       |            |            | 16,10                        |                   |
| 1921   | Neckarsulmer Fahrzeugwerke Aktiengesellschaft (1913–1927)                                                      | 3500         | 12.496     | 3701       |            | 50,50                        |                   |
| 1925   | Neckarsulmer Fahrzeugwerke Aktiengesellschaft (1913–1927)                                                      | 4520         | 28.658     | 8268       |            | 17,10                        |                   |
| 1930   | NSU Vereinigte Fahrzeugwerke Aktiengesellschaft (1927–1932)                                                    | 2175         | 10.649     | 13.348     |            | 20,90                        |                   |
| 1933   | NSU D-Rad Vereinigte Fahrzeugwerke AG (1932–1938)                                                              | 929          | 26.538     | 7962       |            | 8,00                         |                   |
| 1936   | NSU D-Rad Vereinigte Fahrzeugwerke AG (1932–1938)                                                              | 2764         | 69.200     | 36.997     |            | 25,00                        |                   |
| 1938   | NSU Werke Aktiengesellschaft (1938–1960)                                                                       | 3500         | 135.955    | 62.619     |            | 37,50                        |                   |
| 1943   | NSU Werke Aktiengesellschaft (1938–1960)                                                                       | 5449         | 60.522     | 7994       |            | 49,00                        |                   |
| 1945   | NSU Werke Aktiengesellschaft (1938–1960)                                                                       | 843          | 8822       | 98         |            |                              |                   |
| 1949   | NSU Werke Aktiengesellschaft (1938–1960)                                                                       | 4462         | 135.480    | 37.929     |            | 67,10                        |                   |
| 1953   | NSU Werke Aktiengesellschaft (1938–1960)                                                                       | 5829         | 62.831     | 110.855    |            | 139,80                       |                   |
| 1955   | NSU Werke Aktiengesellschaft (1938–1960)                                                                       | 6626         | 45.747     | 298.583    |            | 200,70                       |                   |
| 1957   | NSU Werke Aktiengesellschaft (1938–1960)                                                                       | 5663         | 53.501     | 189.329    | 7          | 148,00                       |                   |
| 1959   | NSU Werke Aktiengesellschaft (1938–1960)                                                                       | 7212         | 40.371     | 129.074    | 33.376     | 220,30                       |                   |
| 1961   | NSU Motorenwerke Aktiengesellschaft (1960–1969)                                                                | 6793         | 65.829     | 70.979     | 36.367     | 212,90                       |                   |
| 1963   | NSU Motorenwerke Aktiengesellschaft (1960–1969)                                                                | 7637         | 7425       | 39.819     | 76.295     | 321,40                       |                   |
| 1965   | NSU Motorenwerke Aktiengesellschaft (1960–1969)                                                                | 10.489       |            | 2700       | 92.073     | 425,80                       |                   |
| 1967   | NSU Motorenwerke Aktiengesellschaft (1960–1969)                                                                | 9910         |            |            | 101.919    | 473,30                       |                   |
| 1969   | Audi NSU Auto Union Aktiengesellschaft                                                                         | 11.504       |            |            | 143.936    | 780,00                       | –                 |

## НСУ бицикли
Производња бицикала је почела 1900. године и трајала је све до почетка 1960-их]] година.

## НСУ мотоцикли

### Модели НСУ мотоцикала између1901. и1918. године[18]
| Тип                            | Мотор                   | Запремина у cm³ | Макс. снага у kW (КС) | Број обртаја у 1/мин | Године производње | Слика |
| ------------------------------ | ----------------------- | --------------- | --------------------- | -------------------- | ----------------- | ----- |
| Некарзулмер 1 ¼ ПС (1901–1902) | 1-цилиндар-четири такта | 211             | 0,9 (1,25)            | 1500                 | 1901–1902         |       |
| Некарзулмер 2 ½ ПС (1903–1905) | 1-цилиндар-четири такта | 331             | 1,8 (2,5)             | 2200                 | 1903–1905         | –     |
| Некарзулмер 1 ¼ ПС (1908)      | 1-цилиндар-четири такта | 210             | 0,9 (1,25)            | –                    | 1908              | –     |
| Некарзулмер 4 ПС               | 1-цилиндар-четири такта | 554             | 5,4 (7,3)             | 2200                 | 1909–1912         | –     |
| Некарзулмер 2 ½ ПС (1909–1911) | 2-цилиндра-четири такта | 312             | 3,4 (4,6)             | 2000                 | 1909–1911         | –     |
| Некарзулмер 6 ПС               | 2-цилиндра-четири такта | 795             | 6,0 (8,1)             | 2000                 | 1909–1912         | –     |
| НСУ 2 ½ ПС (1913–1918)         | 1-цилиндар-четири такта | 326             | 3,1 (4,2)             | 1800                 | 1913–1918         | –     |
| НСУ 3 ½ ПС                     | 2-цилиндра-четири такта | 496             | 4,2 (5,75)            | 2000                 | 1913–1918         |       |
| НСУ 6 ½ ПС                     | 2-цилиндра-четири такта | 830             | 6,3 (8,5)             | 2000                 | 1913–1921         | –     |

### Модели НСУ мотоцикала између1919. и1945. године[19]
| Тип                   | Мотор                   | Запремина у cm³ | Макс. снага у kW (КС)            | Број обртаја у 1/мин | Године производње   | Слика                 |
| --------------------- | ----------------------- | --------------- | -------------------------------- | -------------------- | ------------------- | --------------------- |
| НСУ 4 ПС              | 2-цилиндра-четири такта | 498             | 4,8 (6,5)                        | –                    | 1919–1922           | –                     |
| НСУ 8 ПС              | 2-цилиндра-четири такта | 996             | 8,9 (12)                         | –                    | 1921–1927           | –                     |
| НСУ 502 Т/ТС          | 2-цилиндра-четири такта | 498             | 7,4 (10)                         | –                    | 1924–1926           | –                     |
| НСУ 251 Р             | 1-цилиндар-четири такта | 249             | 4,4 (6)                          | –                    | 1924–1928           |                       |
| НСУ 251 С             | 1-цилиндар-четири такта | 247             | 7,4 (10)                         | 4400                 | 1927–1929           |                       |
| НСУ 251 Т/ТС          | 1-цилиндар-четири такта | 249             | 4,4 (6)                          | –                    | 1928–1933           | –                     |
| НСУ 501 С             | 1-цилиндар-четири такта | 494             | 12 (16)                          | 4400                 | 1928–1930           | –                     |
| НСУ 201 Р/Т           | 1-цилиндар-четири такта | 199             | 3,4 (4,5)                        | –                    | 1928–1930           | –                     |
| НСУ 301 Т             | 1-цилиндар-четири такта | 298             | 5,1 (7)                          | –                    | 1929–1930           |                       |
| НСУ 351 ТС            | 1-цилиндар-четири такта | 346             | 5,9 (8)                          | –                    | 1930–1932           | –                     |
| НСУ-Д 175 З/ЗД        | 1-цилиндар-четири такта | 173             | 3,3 (4,5) /ZD: 4,4 (5,5)         | 4000                 | 1930–1933           | –                     |
| НСУ-Д 201 З           | 1-цилиндар-четири такта | 198             | 3,7 (5)                          | 4000                 | 1930–1932           | –                     |
| НСУ-Д 251 З           | 1-цилиндар-четири такта | 245             | 4,4 (6)                          | 4000                 | 1930–1933           | –                     |
| НСУ-Д 501 ТС          | 1-цилиндар-четири такта | 494             | 9 (12,5)                         | 4250                 | 1930–1936           | –                     |
| НСУ-Д 601 ТС          | 1-цилиндар-четири такта | 592             | 10 (14) (ab 1936: 12 (16))       | 4350                 | 1930–1939           | NSU-D 601 TS          |
| НСУ-Д Мотосулм        | 1-цилиндар-четири такта | 63              | 0,9 (1,25)                       | 4000                 | 1931–1935           | NSU-D Motosulm        |
| НСУ 501 СС            | 1-цилиндар-четири такта | 494             | 22 (30)                          | 5800                 | 1935–1937           | –                     |
| НСУ 600 СС            | 1-цилиндар-четири такта | 597             | 24,5 (33,5) (ab 1937: 32 (43,5)) | 5500                 | 1935–1938           | –                     |
| НСУ-Д 201 ОСЛ         | 1-цилиндар-четири такта | 198             | 6,3 (8,5)                        | 5000                 | 1933–1939           | NSU-D 201 OSL         |
| НСУ-Д 251 ОСЛ         | 1-цилиндар-четири такта | 242             | 7,5 (10,5)                       | 5070                 | 1933–1943 1947–1952 | NSU 251 OSL           |
| НСУ-Д 201 ЗД Пони/ЗДБ | 1-цилиндар-четири такта | 198             | 4,8 (6,5) (ab 1938: 5,2 (7))     | 4000                 | 1934–1940           | NSU-D 201 ZD Pony/ZDB |
| НСУ-Д 351 ОСЛ         | 1-цилиндар-четири такта | 346             | 13 (18)                          | 5020                 | 1934–1940           | –                     |
| НСУ-Д 501 ОСЛ         | 1-цилиндар-четири такта | 494             | 16 (22)                          | 5150                 | 1935–1939           | –                     |
| НСУ-Д Квик            | 1-цилиндар-четири такта | 98              | 2,2 (3)                          | 4900                 | 1936–1940           | NSU-D Quick           |
| НСУ-Д 351 ОТ          | 1-цилиндар-четири такта | 331             | 9 (12,5)                         | 4000                 | 1936–1939           | –                     |
| НСУ 601 ОСЛ           | 1-цилиндар-четири такта | 562             | 18 (24)                          | 4950                 | 1937–1939           | NSU 601 OSL           |
| НСУ 125 ЗДБ           | 1-цилиндар-четири такта | 123             | 3,3 (4,0)                        | 4500                 | 1941                | NSU 125 ZDB           |
| НСУ Kettenkrad ХК-101 | 4-цилиндра-четири такта | 1.478           | 26,5 (36)                        | 3400                 | 1941–1948           | NSU Kettenkrad HK-101 |

### Модели НСУ мотоцикала између1946. и1964. године[20]
| Тип                                         | Мотор                   | Запремина у cm³    | Макс. снага у kW (КС)          | Број обртаја у 1/мин | Године производње | Слика |
| ------------------------------------------- | ----------------------- | ------------------ | ------------------------------ | -------------------- | ----------------- | ----- |
| НСУ Квик                                    | 1-цилиндар-два такта    | 97                 | 2,2 (3)                        | 4750                 | 1945–1953         |       |
| НСУ 125 ЗДБ                                 | 1-цилиндар-два такта    | 123                | 3,7 (5)                        | 4600                 | 1947–1951         |       |
| НСУ Фокс 4-такта                            | 1-цилиндар-четири такта | 98                 | 3,8 (5,2)                      | 6500                 | 1949–1954         |       |
| НСУ Фокс 2-такта                            | 1-цилиндар-два такта    | 123                | 4 (5,4)                        | 5300                 | 1951–1954         |       |
| НСУ Ламбрета                                | 1-цилиндар-два такта    | 123 (од 1954: 146) | 3,3 (4,5) (од 1954: 4,5 (6,2)) | 4500 (5200)          | 1950–1956         |       |
| НСУ Конзул I 351 ОС-Т                       | 1-цилиндар-четири такта | 349                | 13 (18)                        | 5500                 | 1951–1953         |       |
| НСУ Конзул II 501 ОС-Т                      | 1-цилиндар-четири такта | 498                | 16 (22)                        | 5000                 | 1951–1954         | –     |
| НСУ Лукс / Суперлукс                        | 1-цилиндар-два такта    | 198                | 6,3 (8,6) (Суперлукс: 8 (11))  | 5250                 | 1951–1956         |       |
| НСУ Макс / Супермакс                        | 1-цилиндар-четири такта | 247                | 12,5 (17) (Супермакс: 13 (18)) | 6500                 | 1952–1963         |       |
| НСУ Квикли Н/С/Л/Т/ТТ/Ф                     | 1-цилиндар-два такта    | 49                 | 1 (1,4) (од 1959: 1,2 (1,7))   | 4600                 | 1953–1963         |       |
| НСУ Суперфокс                               | 1-цилиндар-четири такта | 123                | 6,6 (8,8)                      | 6500                 | 1955–1958         |       |
| НСУ Делфин I + III (350 cm³) Светски рекорд | 2-цилиндар-четири такта | 347                | 55 (75)                        | 8500                 | 1951 и 1956       |       |
| НСУ Делфин I + III (500 cm³) Светски рекорд | 2-цилиндар-четири такта | 499                | 81 (110)                       | 8500                 | 1951 и 1956       |       |
| НСУ Баум II (125 cm³) Светски рекорд        | 1-цилиндар-четири такта | 125                | 15 (20)                        | 11.000               | 1955–1956         | –     |
| НСУ Баум IV (250 cm³) Светски рекорд        | 2-цилиндар-четири такта | 498,74             | 31 (42)                        | 11.000               | 1956              |       |
| НСУ Прима Д/V/III/IIIК                      | 1-цилиндар-два такта    | 146 (Prima V: 175) | 4,5 (6,2) (Prima V: 7 (9,5))   | 5200                 | 1956–1964         |       |
| НСУ Макси                                   | 1-цилиндар-четири такта | 174                | 9,2 (12,5)                     | 6500                 | 1957–1964         |       |

### НСУ мотоцикли (галерија слика)
- Некарсулм 1,25 ХП 1908
- НСУ 3 ПС 1911
- НСУ 1913
- НСУ Фокс (1952)
- НСУ Лукс (1953)
- НСУ Quickly 50 c.c. T/S MOPED(1953)
- НСУ Rennmax G.P. 250 O.H.C. TWIN (1953)
- НСУ Rennfox G.P. 125 O.H.C. TWIN (1954)
- НСУ Rennmax G.P. 250 O.H.C. TWIN (1954)
- НСУ Superlux 250 c.c. T/S SINGLE(1955)
- НСУ Sportmax G.P. 250 O.H.C. SINGLE(1956)
- Sidecar (Немачка, 2002)
- НСУ 1000
- НСУ 500
- НСУ 2000

## НСУ аутомобили

### Модели НСУ аутомобила између1905. и1910. године (лиценца белгијске фабрикеПип)[21]
| Тип              | Мотор                   | Запремина у cm³ | Макс. снага у КС | број обртаја у 1/min | Године производње | Слика |
| ---------------- | ----------------------- | --------------- | ---------------- | -------------------- | ----------------- | ----- |
| НСУ-Пип 34 ПС    | 4-цилиндра-четири такта | 3768            | 34               | –                    | 1905–1906         | –     |
| НСУ-Пип 50 ПС    | 4-цилиндра-четири такта | 8290            | 50               | –                    | 1905–1906         | –     |
| НСУ-Пип 15/24 ПС | 4-цилиндра-четири такта | 3768            | 24               | 1650                 | 1906–1910         | –     |
| НСУ-Пип 25/40 ПС | 6-цилиндра-четири такта | 6494            | 40               | 1100                 | 1908–1909         | –     |

### Модели НСУ аутомобила између1905. и1918. године[22]
| Тип                    | Мотор                   | Запремина у cm³ | Макс. снага у КС | број обртаја у 1/min | Године производње | Слика |
| ---------------------- | ----------------------- | --------------- | ---------------- | -------------------- | ----------------- | ----- |
| НСУ сулмобил тип II/IV | 1-цилиндар-четири такта | 451             | 3,5              | –                    | 1905–1909         | –     |
| НСУ сулмобил тип III   | 2-цилиндра-четири такта | 795             | 5,5              | –                    | 1909              | –     |
| НСУ 6/8 ПС             | 1-цилиндра-четири такта | 451             | 8                | –                    | 1906              | –     |
| НСУ 6/10 ПС            | 4-цилиндра-четири такта | 1420            | 12               | 1650                 | 1906–1907         | –     |
| НСУ 6/12 ПС            | 4-цилиндра-четири такта | 1540            | 13               | 1500                 | 1907–1909         | –     |
| НСУ 6/14 ПС            | 4-цилиндра-четири такта | 1560            | 14               | 1650                 | 1910–1911         | –     |
| НСУ 6/18 ПС            | 4-цилиндра-четири такта | 1560            | 18               | 1800                 | 1911–1914         | –     |
| НСУ 10/20 ПС           | 4-цилиндра-четири такта | 2608            | 20               | 1400                 | 1907–1910         | –     |
| НСУ 10/22 ПС           | 4-цилиндра-четири такта | 2608            | 22               | 1400                 | 1910–1911         | –     |
| НСУ 10/30 ПС           | 4-цилиндра-четири такта | 2608            | 30               | 1600                 | 1911–1916         | –     |
| НСУ 5/10 ПС            | 2-цилиндра-четири такта | 1105            | 10               | 1400                 | 1910              | –     |
| НСУ 5/11 ПС            | 2-цилиндра-четири такта | 1105            | 11               | 1400                 | 1911–1913         | –     |
| НСУ 5/10 ПС            | 4-цилиндра-четири такта | 1132            | 10               | 1600                 | 1910–1911         | –     |
| НСУ 5/11 ПС            | 4-цилиндра-четири такта | 1132            | 11               | 1600                 | 1911–1913         | –     |
| НСУ 8/15 ПС            | 4-цилиндра-четири такта | 1750            | 16               | 1500                 | 1907–1910         | –     |
| НСУ 9/18 ПС            | 4-цилиндра-четири такта | 2208            | 18               | 1400                 | 1910–1911         | –     |
| НСУ 9/22 ПС            | 4-цилиндра-четири такта | 2208            | 22               | 1400                 | 1911–1912         | –     |
| НСУ 9/27 ПС            | 4-цилиндра-четири такта | 2208            | 27               | 1400                 | 1911–1912         | –     |
| НСУ 8/24 ПС            | 4-цилиндра-четири такта | 2110            | 24               | 1800                 | 1911–1918         | –     |
| НСУ 13/40 ПС           | 4-цилиндра-четири такта | 3397–3768       | 40               | 1800                 | 1911–1912         | –     |
| НСУ 13/35 ПС           | 4-цилиндра-четири такта | 3397            | 35–40            | 1700                 | 1912–1914         | –     |
| НСУ 5/12 ПС            | 4-цилиндра-четири такта | 1132            | 12               | 1600                 | 1913–1914         | –     |
| НСУ 5/15 ПС            | 4-цилиндра-четири такта | 1232            | 15               | 1800                 | 1914–1918         |       |
| НСУ 1¼-Тонер           | 4-цилиндра-четири такта | 3397            | 35               | 1800                 | 1914–1918         | –     |
| НСУ 2½-Тонер           | 4-цилиндра-четири такта | 3380            | 42               | 1700                 | 1914–1926         | –     |

### Модели НСУ аутомобила између1919. и1931. године[23]
| Тип                                   | Мотор                     | Запремина у cm³ | Макс. снага у КС | број обртаја у 1/min | Године производње | Слика |
| ------------------------------------- | ------------------------- | --------------- | ---------------- | -------------------- | ----------------- | ----- |
| НСУ 8/24 ПС                           | 4-цилиндра-четворо тактни | 2110            | 30               | 2100                 | 1921–1925         | –     |
| НСУ 14/40 ПС                          | 4-цилиндра-четворо тактни | 3606            | 54               | 2000                 | 1921–1925         | –     |
| НСУ 5/15 ПС                           | 4-цилиндра-четворо тактни | 1231            | 21               | 2100                 | 1921–1925         | –     |
| НСУ 8/32 ПС доставно возило           | 4-цилиндра-четворо тактни | 2088            | 32               | 2200                 | 1925–1927         | –     |
| НСУ 5/25 ПС                           | 4-цилиндра-четворо тактни | 1307            | 25               | 2900                 | 1925–1928         | –     |
| НСУ 8/40 ПС                           | 4-цилиндра-четворо тактни | 2088            | 40               | 2800                 | 1925–1927         |       |
| НСУ 5/15 ПС (компресор-спортски ауто) | 4-цилиндра-четворо тактни | 1232            | 40–50            | 4000                 | 1923–1925         | –     |
| НСУ 6/60 ПС (компресор-спортски ауто) | 6-цилиндра-четворо тактни | 1482            | 60               | 3800                 | 1925–1926         |       |
| НСУ 6/30 ПС                           | 6-цилиндра-четворо тактни | 1567            | 30               | 3000                 | 1928              |       |
| НСУ 7/34 ПС                           | 6-цилиндра-четворо тактни | 1781            | 34               | 3200                 | 1928–1931         |       |

### Модели НСУ аутомобила између1946. и1977. године[24]
| Тип                                       | Мотор                       | Запремина у cm³ | Макс. снага у КС | број обртаја у 1/min | Године производње             | Слика |
| ----------------------------------------- | --------------------------- | --------------- | ---------------- | -------------------- | ----------------------------- | ----- |
| НСУ принц I/II                            | 2-цилиндра-четворо тактни   | 583             | 20               | 4600                 | 1958–1960                     |       |
| НСУ принц 30/30E                          | 2-цилиндра-четворо тактни   | 583             | 30               | 5500                 | 1959–1960                     |       |
| НСУ принц III                             | 2-цилиндра-четворо тактни   | 583             | 23               | 5000                 | 1960–1962                     |       |
| НСУ принц 30 (III)                        | 2-цилиндра-четворо тактни   | 583–598         | 30               | 5500                 | 1960–1962                     | –     |
| НСУ спорт-принц                           | 2-цилиндра-четворо тактни   | 583–598         | 30               | 5500                 | 1959–1967                     |       |
| НСУ принц 4/4С/4Л                         | 2-цилиндра-четворо тактни   | 598             | 30               | 5600                 | 1961–1973                     |       |
| НСУ ванкел спајдер                        | једна шајбна-Ванкелов мотор | 498             | 50               | 6000                 | 1964–1967                     |       |
| НСУ принц 1000/ 1000Л/ 1000С              | 4-цилиндра-четворо тактни   | 996             | 40–43            | 5500                 | 1964–1972                     |       |
| НСУ принц 1000 ТТ / ТТ                    | 4-цилиндра-четворо тактни   | 1085–1177       | 55–65            | 5500–5800            | 1965–1972                     |       |
| НСУ тип 110/ 110С /110СЦ                  | 4-цилиндра-четворо тактни   | 1085–1177       | 53–60            | 5500–5600            | 1965–1967                     |       |
| НСУ ТТС                                   | 4-цилиндра-четворо тактни   | 996             | 70               | 6150                 | 1967–1971                     |       |
| НСУ 1200/ 1200Ц                           | 4-цилиндра-четворо тактни   | 1177            | 55               | 5500                 | 1967–1973                     |       |
| НСУ К70 (само као Фолксваген К70 избачен) | 4-цилиндра-четворо тактни   | 1567            | 90               | 5000                 | 1969 (као VW K 70: 1970–1975) |       |
| НСУ Ро 80                                 | две шајбне-Ванкелов мотор   | 2 x 498         | 115              | 5500                 | 1967–1977                     |       |

### Производња НСУ аутомобила у иностанству
Први модел који је по лиценци био произведен ван граница Немачке био је НСУ П 10 који је од 1970. године производила фирма Нордекс С. А. у Уругвају.
Након тога НСУ принц је такође по лиценци рађен у Југославији (фирма Претис), у Аргентини (фирма Аутоар) као и у Египту.
У Уругвају, принц 4 је производила компанија Нордекс С. А., као и нови модел П6, који је комбиновао мотор и механику из НСУ модела са потпуно редизајнираном каросеријом од стране уругвајског дизајнера Карлоса Сотомајера. Од 1970. године П 10 је изграђен као модел наследник НСУ П6. Имао је већи мотор од НСУ принц 1000 и 21 cm дужи међуосовински размак.

## НСУ војна возила
НСУ био главни творац Кетенкрада, мотоцикла са гусеницама који се производио између 1940. и 1949. године.